# Velká poloosa dráhy

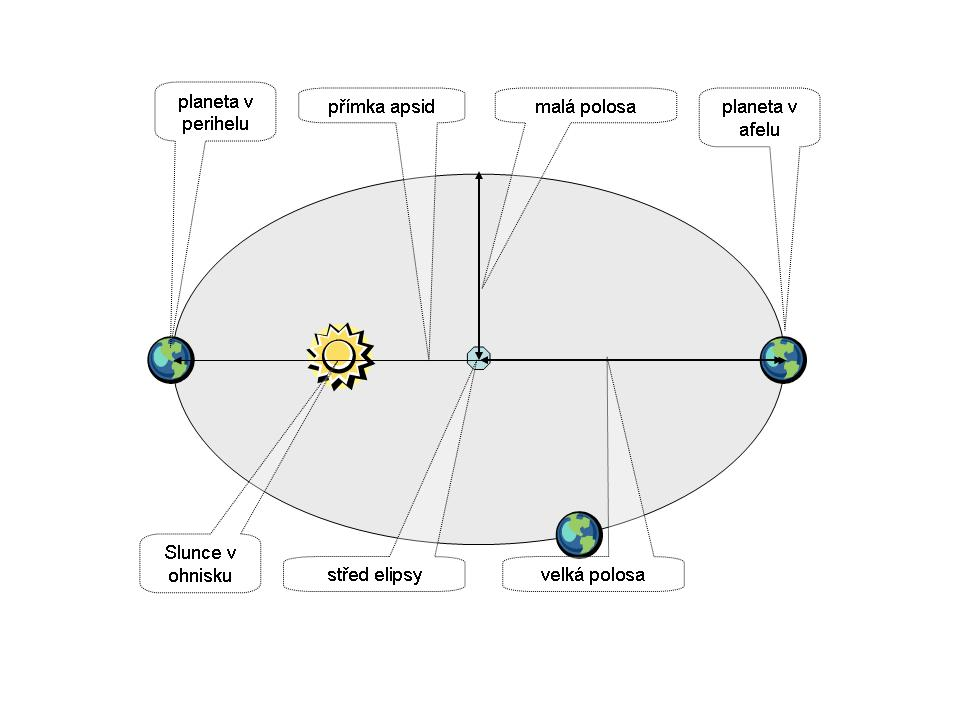
Velká poloosa

Velká poloosa dráhy je jedním z elementů dráhy, popisujících pohyb kosmického tělesa (přirozeného, např. planety, komety apod., nebo umělého) v kosmickém prostoru. Značí se a a vyjadřuje se v délkových mírách; u přirozených kosmických těles, zejména planet ve sluneční soustavě se používá nejčastěji astronomické jednotky (AU). Vyjadřuje střední vzdálenost kosmického tělesa od těžiště soustavy.

## Charakteristika
U eliptické dráhy je rovna aritmetickému průměru hodnot vzdálenosti periapsidy (pericentra) a apoapsidy (apocentra) od těžiště soustavy, tedy
{\displaystyle a={\frac {R_{P}+R_{A}}{2}}},
kde {\displaystyle R_{P}} je vzdálenost periapsidy a {\displaystyle R_{A}} je vzdálenost apoapsidy.
Hodnota velké poloosy je přímo svázána s dalšími elementy dráhy podle 3. Keplerova zákona. Doba oběhu (perioda) P je rovna
{\displaystyle P=2\pi {\sqrt {\frac {a^{3}}{\mu }}}},
kde a je velká poloosa a μ je gravitační parametr centrálního tělesa. 
Vyjádříme-li u těles pohybujících se Sluneční soustavou a v astronomických jednotkách, dostaneme pro dobu oběhu P v rocích zjednodušený výraz
{\displaystyle P={\sqrt {a^{3}}}}.
Pro střední denní pohyb resp. střední pohyb za jednotku času n vyjádřený ve stupních za jednotku času
{\displaystyle n={\frac {180}{\pi }}{\sqrt {\frac {\mu }{a^{3}}}}},
kde a je velká poloosa a μ je gravitační parametr centrálního tělesa. 
U hyperbolických drah je hodnota velké poloosy záporná (a < 0).
U parabolické dráhy je hodnota velké poloosy nedefinovaná. Blíží-li se excentricita eliptické dráhy k hodnotě 1 zleva (tj. elipsa se protahuje až se mění na parabolu), pak hodnota velké poloosy roste nade všechny meze, tj.
{\displaystyle \lim _{e\to 1}a=+\infty }.
Naopak klesá-li u hyperbolické dráhy hodnota excentricity k hodnotě 1 zprava (tj. hyperbola se zužuje a mění se na parabolu), pak (záporná) hodnota velké poloosy klesá pode všechny meze, tj.
{\displaystyle \lim _{e\to 1}a=-\infty }.